# Les Sept Branches de la rivière Ōta
 (avril 2020).
La mise en forme du texte ne suit pas les recommandations de Wikipédia : il faut le « wikifier ».
Les points d'amélioration suivants sont les cas les plus fréquents :
- Les titres sont pré-formatés par le logiciel. Ils ne sont ni en capitales, ni en gras.
- Le texte ne doit pas être écrit en capitales (les noms de famille non plus), ni en gras, ni en italique, ni en « petit »…
- Le gras n'est utilisé que pour surligner le titre de l'article dans l'introduction, une seule fois.
- L'italique est rarement utilisé : mots en langue étrangère, titres d'œuvres, noms de bateaux, etc.
- Les citations ne sont pas en italique mais en corps de texte normal. Elles sont entourées par des guillemets français : « et ».
- Les listes à puces sont à éviter, des paragraphes rédigés étant largement préférés. Les tableaux sont à réserver à la présentation de données structurées (résultats, etc.).
- Les appels de note de bas de page (petits chiffres en exposant, introduits par l'outil «  Source ») sont à placer entre la fin de phrase et le point final[comme ça].
- Les liens internes (vers d'autres articles de Wikipédia) sont à choisir avec parcimonie. Créez des liens vers des articles approfondissant le sujet. Les termes génériques sans rapport avec le sujet sont à éviter, ainsi que les répétitions de liens vers un même terme.
- Les liens externes sont à placer uniquement dans une section « Liens externes », à la fin de l'article. Ces liens sont à choisir avec parcimonie suivant les règles définies. Si un lien sert de source à l'article, son insertion dans le texte est à faire par les notes de bas de page.
- La présentation des références doit suivre les conventions bibliographiques. Il est recommandé d'utiliser les modèles {{Ouvrage}}, {{Chapitre}}, {{Article}}, {{Lien web}} et/ou {{Bibliographie}}. Le mode d'édition visuel peut mettre en forme automatiquement les références.
- Insérer une infobox (cadre d'informations à droite) n'est pas obligatoire pour parachever la mise en page.

Pour une aide détaillée, merci de consulter Aide:Wikification.
Si vous pensez que ces points ont été résolus, vous pouvez retirer ce bandeau et améliorer la mise en forme d'un autre article.
Les Sept Branches de la rivière Ōta est une pièce de théâtre collective écrite par Robert Lepage et Ex Machina en 1994. Depuis 1994, la pièce a évolué dans sa forme, notamment en passant de trois à huit heures, et a été présentée dans plus d’une dizaine de pays. La plus récente mouture du spectacle, présentée en septembre 2019 à Québec au théâtre Le Diamant, devait poursuivre sa tournée, entre autres à Tokyo dans le cadre des Jeux olympiques à l’été 2020. Le film Nō de Robert Lepage et d’André Morency, sorti en 1998, est inspiré de cette pièce-fleuve.

## Résumé[1]
« The Seven streams of the River Ota is about people from different parts of the world who came to Hiroshima and found themselves confronted with their own devastation and their own enlightenment. For if Hiroshima is the city of death and destruction, it is also a city of rebirth and survival. » - Jana Čapek, Les sept branches de la rivière Ōta
Comme le travail de Robert Lepage et de son équipe de création est en continu, ce résumé de Les sept branches de la rivière Ōta correspond à la représentation du samedi 14 septembre 2019 au théâtre Le Diamant, à Québec.
Durant sept actes, appelés boîtes par les créateurs, la pièce d’une durée de sept heures met en scène des personnages et leurs parcours vers la sérénité. Le spectateur se fait transporter entre Hiroshima et New York en passant par Amsterdam, par Osaka et par le camp de concentration de Theresienstadt. Les histoires des protagonistes se chevauchent sur une durée de cinquante-deux ans, soit entre 1945 et 1997. 
Boîte 1: Moving pictures
L’histoire commence à Hiroshima, en 1945, où Luke O’Connor, soldat américain mandaté de photographier les bâtiments japonais endommagés par la guerre pour des fins statistiques, rencontre Nozomi, survivante de la bombe atomique, mais gravement brûlée. Après quelques rencontres, l'intimité entre Nozomi et Luke grandie. Luke en vient à prendre Nozomi en photo. Quelque temps après le retour de Luke aux États-Unis, Nozomi accouche de Jeffrey Yamashita.
Boîte 2 : Two Jeffreys
La deuxième boîte s’ouvre sur un immeuble à appartements délabré de New York. L’action se déroule en 1965. Dans l’appartement de gauche se trouve Jeffrey Yamashita, qui vient d’aménager à New York, tandis que dans l’appartement de droite habite Jeffrey O’Connor et son père Luke O’Connor. Au cours de cet acte, Ada Weber, une étudiante en voix à la Manhattan School of Music, vient aussi s’établir dans l'immeuble. C’est durant cet acte que les deux Jeffrey font connaissance, deviennent amis et découvrent qu’ils sont frères. Finalement, c’est aussi durant cet acte que Nozomi Yamashita et Luke O’Connor décèdent.
Boîte 3 : Les mots
La troisième boîte se déroule à Osaka où une troupe de théâtre québécoise se produit pour l’Exposition universelle de 1970. L'acte débute avec Sophie Maltais, comédienne de la troupe, qui annonce sa grossesse imprévue et lourde de conséquences. Après une représentation de leur pièce, La Dame de chez Maxim de Georges Feydeau, Walter Lapointe, ambassadeur du Canada à Tokyo, et sa femme, Patricia Hébert, invitent les comédiens au restaurant, mais seule Sophie accepte l’invitation. La soirée se termine dans la discorde. Sophie, qui devait rester au Japon seulement une semaine après les représentations, décide d’accoucher à Osaka, aidée par son amie et traductrice, Hanako, fille de Nozomi.
Boîte 4 : Un mariage
La quatrième boîte se déroule à Amsterdam, en 1985. Elle suit l’histoire de Jeffrey O’Connor, atteint du sida, qui demande à Ada de l’épouser afin qu’il puisse devenir citoyen néerlandais et ainsi obtenir l’aide médicale à mourir. Dans une longue scène silencieuse, Jeffrey O’Connor meurt paisiblement, entouré de Jeffrey Yamashita, de Hanako, d’Ada et de Jana Čapek, une artiste tchèque rescapée des camps de concentration.
Boîte 5 : Miroirs
La cinquième boîte met en scène à la fois Jana Čapek, à 11 ans, en 1943 dans le camp de concentration de Theresienstadt et Jana Čapek à Hiroshima en 1986. En effet, cet acte joue sur deux époques, car la plus âgée pratique le iaido et le zazen et fait la paix avec son passé en regardant la plus jeune grandir, et même s’épanouir, en compagnie, entre autres, de Sarah Weber, la mère d'Ada Weber.
Boîte 6 : L’entrevue
La sixième boîte est composée de deux interviews animées par Patricia Hébert, dorénavant journaliste à Radio-Canada. D’abord, elle interview Jana Čapek sur les raisons qui l’ont amenée dans un monastère zen, près d’Hiroshima. Ensuite, elle discute avec son ex-mari, Walter Lapointe, toujours ambassadeur du Canada à Tokyo. Les deux interviews sont dans le cadre de la commémoration du cinquantième anniversaire du bombardement d’Hiroshima.
Boîte 7 : Le tonnerre 
La septième et dernière boîte suit le périple de Pierre Maltais, fils de Sophie Maltais, chez Hanako à Hiroshima, soit dans la même maison présente dans la première boîte. Pierre vient au Japon étudier et pratiquer la danse butō. Dans un dernier acte, très cérémonial, Pierre et Hanako se rapprochent, emportés par la peine d’Hanako de devoir vendre la maison familiale. Finalement, l’anniversaire d’Hanako est célébré en compagnie de la plupart des personnages, soit Jeffrey Yamashita, Jana Čapek, Ada Weber, Walter Lapointe, Sophie Maltais et Pierre Maltais.

## Rédaction et production
Lors d’un séjour à Hiroshima en 1992, Robert Lepage est surpris par la beauté et l'harmonie des lieux, qui ne laissent pas paraître la violence du bombardement de 1945 qui contribua à mettre fin à la Seconde Guerre mondiale. C’est à ce moment que naît chez lui l’idée d’une pièce qui a comme origine la rivière Ōta et son pont Aioi qui, dû à sa forme de « T » lorsqu’il est vu du ciel, est devenu la cible des Américains pour larguer la bombe atomique.
C’est à Québec, en janvier 1994, que Robert Lepage et son équipe, formée d'Éric Bernier, Normand Bissonnette, Rebecca Blankenship, Marie Brassard, Anne-Marie Cadieux, Normand Daneau, Richard Fréchette, Marie Gignac, Patrick Goyette, Ghislaine Vincent, Macha Limonchik et Gérard Bibeau, commencent la création de Les sept branches de la rivière Ōta, titre qui est inspiré d'un dialogue de Hiroshima mon amour, d’Alain Resnais et qui est une métaphore des personnages et de leurs parcours éclatés durant le spectacle. Les premières ébauches de la pièce, faites à partir d’improvisations de la part des comédiens de la troupe, se font dans une ancienne discothèque, le Shoeclack déchainé, située sur la place d’Youville à Québec. Ce spectacle est le premier projet d’Ex Machina, compagnie de théâtre de Robert Lepage qui allie « des comédiens, des auteurs, des scénographes, des techniciens, des chanteurs d’opéra, des marionnettistes, des infographistes, des cameramen [...], des contorsionnistes, des acrobates et des musiciens  ». Pour Ex Machina, ce mélange de disciplines est nécessaire à la création du théâtre. Les sept branches de la rivière Ōta marie d'ailleurs percussions, danse butō, multimédias et opéra.
Par le fait même, ce spectacle est le premier de Lepage et d’Ex Machina à être répété dans les locaux de la Caserne Dalhousie, lieu de production et d’échange de la compagnie. En effet, en juin 1997, la troupe s’installe dans une ancienne caserne de pompiers, située dans le Vieux-Port de Québec. Ce lieu a pour but d’être un espace de création multifonctionnel et multilingue où les créateurs québécois peuvent accueillir des troupes et des créateurs mondiaux, et ainsi favoriser les échanges et la découverte du travail d’autrui. En 2019, Les sept branches de la rivière Ōta a été le dernier spectacle travaillé dans les murs de la Caserne Dalhousie, puisque le spectacle était présenté en ouverture de saison au théâtre Le Diamant, nouveau théâtre de Lepage et d’Ex Machina. Le 5 juillet 2019, Lepage et son équipe de création déménage de la Caserne Dalhousie vers Le Diamant, nouvel espace qui demeure un incubateur artistique, mais qui devient aussi un centre de diffusion. Par un concours de circonstances, Le Diamant, qui a pignon sur la rue Saint-Jean, est situé à l’endroit où se trouvait le Shoeclack déchainé, local où le premier travail sur Les sept branches de la rivière Ōta s’est déroulé vingt-deux ans plus tôt.

## Méthode de travail: lework in progress
En terminant ses études au Conservatoire d'art dramatique de Québec, Robert Lepage rejoint le théâtre Repère. Il a ainsi travaillé avec les cycles Repère - ressource, partition, évaluation, représentation - une méthode de création d’œuvres collectives. Les pièces d’Ex Machina sont créées en grande partie avec cette méthode de travail, quelque peu modifiée. Lepage et son équipe travaillent donc à partir d’idées et d’objets, dont ils explorent les capacités en improvisation. Bien que la création est par improvisation, un long travail de table se fait au préalable pour orienter et documenter l’improvisation. Dans le cadre de Les sept branches de la rivière Ōta, les premières improvisations se sont d’abord faites à partir du photomaton, que Lepage souhaitait intégrer dans sa production. Dans les premières présentations publiques, le photomaton avait une plus grande importance, mais sa place dans le spectacle a diminué avec les années. En 2019, il ne figure que dans un acte, où il a un rôle majeur. Cette dénaturation et cette sacralisation de l’objet en font des ready-made pour le théâtre, comme mentionne Ludovic Fouquet dans son livre Robert Lepage, l’horizon en images.
Par la suite, Ex Machina présente le travail, toujours en progression, dans divers théâtres à travers le monde, tout en continuant l’exploration et l’écriture influencées, par le fait même, par les endroits visités et leur culture. C’est ainsi que la présence majeure des marionnettes dans les premières années a été amoindrie, pour finalement disparaître. Bien que les thèmes principaux de la pièce restent les mêmes, ces transformations importantes à travers les années engendrent certains changements des thématiques secondaires. Par exemple, la sexualité prenait une importance considérable durant les années 1990. En effet, dans la première boîte, la relation sexuelle était plus flagrante. De plus, une boîte racontait l’histoire de la création de la poudre à canon, initialement concoctée comme aphrodisiaque pour un empereur chinois du XVe siècle. Ces représentations expliquent entre autres pourquoi Jean St-Hilaire, journaliste pour Le Soleil, parle en 1996 « [d’] une histoire extrêmement ramifiée se déployant, en trame de fond, sur le continuum sexualité, érotisme, amour et spiritualité », thèmes moins présents en 2019.
Ex Machina a beaucoup allongé la version initiale au cours des diverses tournées entre 1994 et 1998. Par ailleurs, lors d'une entrevue avec La Presse en 2016 sur la manière dont le travail s'articule, Robert Lepage affirme que « plus c'est simple, plus c'est économique, plus l'écriture est forte. Au début, il y a toujours beaucoup de redites, mais on [arrive] à un point où les redondances ont été élaguées  ». C’est ainsi qu'à l’église Saint-Vincent-de-Paul à Québec, le 17 mai 1996, soit deux ans après les premières ébauches de création, Lepage et son équipe sont parvenus à jouer la version originale de huit heures dans son intégralité, sans pour autant qu’elle soit la version finale. De 1996 à 1998, une version modifiée qui durait sept heures a été jouée à travers le monde.
Pour la renaissance du spectacle en 2019, la pièce continue d’être modifiée soir après soir. Par contre, l’équipe arrive à un point où les modifications ne sont pas majeures: les changements sont dans les détails.

## Analyse
Les sept branches de la rivière Ōta est un spectacle qui a pour origine l’explosion de la bombe atomique, et d'autres « holocaustes » comme celui des juifs et celui engendré par le sida. Ainsi, dès le départ, les concepteurs du spectacle travaillaient pour illustrer l'explosion de diverses manières. Le flash du photomaton lors de la prise d’une photo en est un exemple. Outre celui-ci, la pièce de Lepage regorge d’exemples: la création de la poudre à canon, les problèmes érectiles de l'empereur ou la réaction d'Ada à la suite de la « demande en mariage » de Jeffrey O’Connor.
L’œuvre complète de Lepage, dont Les sept branches de la rivière Ōta, peut être analysée dans l’optique de l’intermédialité et de l’interculturalité. D’un point de vue de la mise en scène, cette utilisation des médias est caractéristique de Lepage. Mais du côté du récit, les divers médias et les références culturelles, que ce soit les tournages d’interviews (L’entrevue), la mise en scène (Les mots), la traduction (Les mots), sont des révélateurs de vérité. La photo qu’a prise Luke de Nozomi est révélateur du lien fraternel des deux Jeffreys, mais aussi pour Nozomi, de son visage changé par la bombe. L’opéra Madame Butterfly révèle le destin de Sarah, la chanteuse d’opéra qui se suicide dans le camp de concentration. La tricherie de Sophie et de Walter est révélée par la mise en scène (intermédialité) et par la pièce La Dame de chez Maxim (interculturalité).
Autres révélateurs de vérité dans l’histoire: les dispositifs scéniques, notamment les miroirs. C’est en ouvrant les miroirs de la loge que Jana découvre le corps de Sarah, pendu. C’est aussi par le tour de magie de Maurice, truqué par des miroirs, que Jana peut s’échapper du camp de concentration. Un personnage peut aussi être le miroir d’un autre personnage. C’est le cas de Pierre qui danse ce que Hanako décrit du jardin de sa jeunesse. Ces dédoublements permettent aux personnages d’amplifier leur présence sur scène, voire de hanter la scène.
De plus, durant chacune des sept boîtes de la pièce, on assiste à la préparation à un acte artistique. La préparation à la photographie (Moving pictures), la répétition dans la salle de bain (Two Jeffreys), les acteurs avant de rentrer sur scène (Les mots), l’enregistrement d’un opéra (Un mariage), la préparation à un spectacle de magie (Miroirs), les technicalités avant l’enregistrement d’une entrevue (L’entrevue) et la répétition de mouvements de danse butō (Le tonnerre) sont autant de coulisses de spectacles qui montrent la vérité, qui enlèvent les artifices. C’est la quête même de la grande majorité des personnages de la pièce et pour la plupart d’entre eux, cette quête passe par l’art.

## Tournée
À partir de août 1994, la troupe de création de Robert Lepage part en tournée pour présenter et développer le projet de Les sept branches de la rivière Ōta. Malgré des retours à Québec, Ex Machina a présenté le spectacle dans plus d’une vingtaine de villes et la pièce, qui durait trois heures en août 1994 à Édimbourg, se développe jusqu’à durer près de huit heures lors du Carrefour International de Théâtre de Québec, en mai 1996. Plus précisément, entre 1994 et 1998, le spectacle est présenté en Europe (Édimbourg, Manchester, Glasgow, Londres, Paris, Vienne, Brunswick, Spolète, Barcelone, Zurich, Aarhus, Hambourg, Dresden, Copenhague, Stockholm, Ludwigsbourg et Créteil), en Asie (Tokyo), en Amérique du Nord (Québec, Toronto, New York, Chicago et Montréal) et les dernières représentations sont données en Océanie à Perth, à Adelaïde et, en mars 1998, à Wellington. En 2019, le spectacle est repris avec une nouvelle distribution, excepté deux comédiens de la troupe originale - Rebecca Blankenship et Richard Fréchette - qui reprennent leur rôle respectif. Ainsi le spectacle est présenté à Moscou en juin 2019 et à Québec en septembre 2019. Le spectacle est reparti en tournée, pour être notamment présenté au Japon, en Angleterre et en France, mais la tournée a été interrompue, due à la pandémie de la Covid-19.

## Réception critique
Les critiques suivantes sont à propos de la production de 1996, à l'église Saint-Vincent-de-Paul durant le Carrefour International de Théâtre, à Québec.
À la suite de la production de Les sept branches de la rivière Ōta en 1996, les critiques parlent d’un spectacle impressionnant, mais qui ne peut passer outre quelques longueurs, dues à la durée de la pièce. En effet, Alain-Martin Richard, dans la revue Inter : Art actuel dit «[qu’] une production de huit heures n'échappe pas à [l’]ennui, mais heureusement ces moments sont rares. Il […] reste des longueurs et quelques inconsistances, comme cette scène de la mort assistée, mais dans l'ensemble, le plaisir domine […] ». Le spectacle est aussi applaudi pour la scénographie, qui fait aisément passer le spectateur d’une atmosphère à une autre. Richard est du même avis par rapport à la scénographie. Il fait même un parallèle avec le travail de Peter Brook, d’ailleurs présent à cette quatrième édition du Carrefour International de Théâtre de Québec: « [...] Brook énonce que celui qui «aime la forme est l'ennemi de celui qui aime l'esprit ». Tout se joue pour lui dans le travail avec le comédien. Or, même s'il défend le travail de Robert Lepage, celui-ci est justement un de ces metteurs en scène pour qui la forme est absolument déterminante ». Le passage où il mentionne la défense de Lepage par Brook fait référence à la prise de bec entre le critique du Devoir, Hervé Guay, et Peter Brook. Effectivement, à la suite de son passage à Québec, Brook a répondu à une critique de Guay qu’il jugeait «méprisante» envers Lepage et de son équipe pour le spectacle Les sept branches de la rivière Ōta: «Ils cherchent à créer un théâtre où la réalité terrifiante et incompréhensible de notre époque, ainsi que les petits détails insignifiants mais tellement importants de nos quotidiens, s’expriment à travers une recherche de langage théâtral où la technologie actuelle puisse et servir et soutenir l’humain. Quelle tâche! Quelle splendide ambition! Oui, dans une telle démarche, il y aura toujours des inégalités, du travail à faire, des longueurs. Et alors? Comment votre critique a-t-il pu passer sous silence le travail d’une virtuosité et d’une sobriété exemplaires de tout un groupe d’acteurs, en ne réservant que pour deux artistes exceptionnels l’adjectif tiède d’«efficace»? ».
Les critiques suivantes sont à propos de la production de 2019, au théâtre Le Diamant, à Québec.
En 2019, la critique s’apparente à celle de 1996. Par contre, la scène du suicide assisté n’est plus synonyme de longueur, mais plutôt de justesse et d’émotions fortes: « L’écriture patiente insuffle aux scènes un rythme d’une grande justesse — les derniers instants d’un homosexuel aux prises avec le sida, notamment […] ». On souligne encore une fois la scénographie et on félicite la sobriété et la lenteur du jeu et des dialogues. Éric Moreault, journaliste pour Le Soleil fait le parallèle entre les propos de la pièce et la mise en scène: « Une simple image génère bien plus que mille mots ici. Raison pour laquelle la pièce compte peu de longs dialogues. «Les mots sont comme des masques et à cause des mots, la pensée est travestie», dit un personnage en reprenant une citation du célèbre écrivain Mishima ».

## Citations
Première boite, Moving picture
« Luke: I’m sorry, I just can’t.
Nozomi: Is it your wife?
Luke: No, it’s not.
Nozomi: Is it my ugliness?
Luke: No… it’s mine. »
Cinquième boite, Miroirs
« Jana: What is Butterfly?
Sarah: Butterfly is a Japanese woman who marries a foreign man.
Jana: And what does this man do?
Sarah: He goes back to America and she waits for him a very, very long time.
Jana: Yes… and then?
Sarah: Look. This is how Japanese women wear their hair… with sticks in it. They even eat with sticks. Did you know that?
Jana: No… but what happens to the woman?
Sarah: The man returns, and because the woman is of a different race, he takes their child away with him. It’s terrible.
Jana: And what does the woman do then?
Sarah: Without her child, she is very sad, of course… so sad that she kills herself. Come do my make-up.
Jana: Why are you crying? Do you also have child? What’s the child’s name?
Sarah: Ada.
Jana: Ada. » 